# 李易 (配音员)
李易（1963年10月24日—2013年7月23日），男，中国大陆配音员、播音员、语言艺术家。

## 生平
1963年10月24日生于北京，1986年北京广播学院（今中国传媒大学）播音系本科毕业，毕业后分配至中央人民广播电台对台湾广播部门工作。
最初他主要为影视剧配音，作品包括译制片《环游地球八十天》、《克莱默夫妇》、《刺杀肯尼迪》、《约翰·克利斯朵夫》，电视剧《张学良》等，专题片《周恩来外交风云》、《孙子兵法》、《改革开放二十年》、《邓小平》、《圆明园》、《再说长江》等以及动画片《海绵宝宝》等。
1997年，李易开始为广告及专题节目配音，如中国中央电视台的频道ID（“您正在收看的是中央电视台××频道”），央视《焦点访谈》的片头（“用事实说话——焦点访谈”），中央人民广播电台的《新闻和报纸摘要》片头（2004-2007年）以及旗下两套对台广播的ID，不少作品至今仍在使用。
2002年，创建北京世纪名座文化发展有限公司，并出任董事长，同时担任中国传媒大学教授。
2013年7月23日凌晨1时40分，李易因急性白血病医治无效，在北京人民医院去世，享年50岁。有媒体猜测李易可能是积劳成疾，而李易在确诊白血病之后仍在坚持工作，其生前配音的最后一部作品为央视纪录频道的纪录片《发现肯尼亚》。2013年7月27日，李易追悼会在北京八宝山举行，逾千人前来送别，其中包括其生前好友、著名主持人崔永元、李修平等人。
2018年1月22日，纪录片《创新中国》在央视纪录频道开播。节目解说部分全程运用人工智能配音，已经逝世四年多的李易的声音在信息技术的支持下“重现”。，

## 评价
在李易逝世后，时任云南电视台台长赵树清发布的微博称：“我们失去了一位好同学，中国失去了一个好声音。”
前央视纪录频道总监刘文称，李易本人工作认真、敬业，为人也很随和，在配音工作中经常还会帮助修改文稿，让人敬重，且热心提携后辈，“在这个浮躁的时代，像李易这样一个有才华，又随和善良的好人，太稀缺了。李易盛年离开，也是中国纪录片声音形象的巨大损失”。
有评论认为，李易的声音“已达完美境地，不管通篇多少字，每一个字都堪称完美，加之气息雄厚，音域宽广，重音停连完全符合普通话规范，听来如饮醇酒，如沐春风。尤其是步入中年之后，好比杨过的玄铁重剑，越发的遒劲沉稳，高雅大气，堪称时代之音。”